# Radja River
Radja River  est une attraction aquatique de type rivière rapide en bouées, située à Walibi Belgium. L'attraction est construite par Intamin et inaugurée en 1988 dans la zone Ali Baba. Le nom de l'attraction signifie « Rivière du prince ».
Radja River est également le nom de deux attractions similaires ouvertes respectivement en 1989 et 1992 à Walibi Rhône-Alpes et Walibi Sud-Ouest.

## Histoire

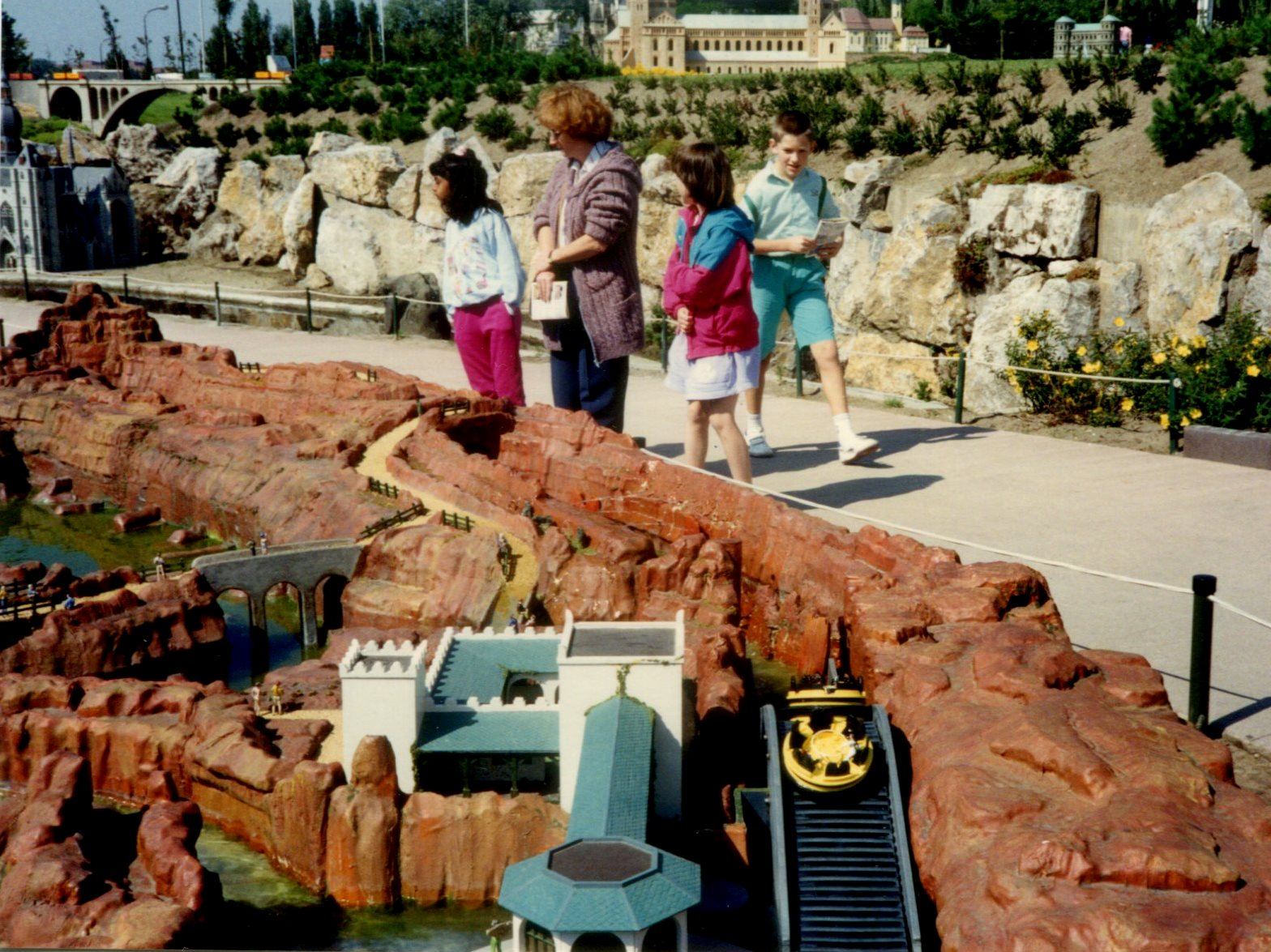
Maquette de Radja River 1990, Mini-Europe.

L'attraction est conçue par Yves Meeus, le fils du fondateur de Walibi, en collaboration avec l'entreprise suisse Intamin. Elle prend place sur une surface de 2,5 hectares dans la section Ali Baba qui occupe la partie orientale du parc. Son thème est Les contes des Mille et Une Nuits. Elle possède un dénivelé total de 3,57 mètres avec un débit de 20 millions de litres d'eau par heure. L'ensemble du relief de l'attraction est réalisé pour immerger la Radja River dans un domaine rocheux d'une surface de 11 000 m2 réalisé par l'entreprise Pasec, permettant ainsi de le cacher de la vue du village et d'une partie du parc.
En juin 1989, ouvre Mini-Europe à Bruxelles. À côté d'une maquette de la Grande roue, le parcours de la Radja River y est reproduit à l’échelle 1/25 dans le parc de miniature, également propriété du Groupe Walibi.
En juillet 2009, la Radja River est jumelée avec la Lesse lors d'une cérémonie à Dinant. 

## Parcours
Les passagers prennent place dans des bouées pouvant contenir au maximum douze personnes. Une plateforme tournante amène les bouées au début du parcours. Une série de rapides débute alors, ensuite, les bouées sont emmenées vers des vagues violentes, pour arriver dans la bouche d'un démon, qui asperge d'eau l'esquif. Le parcours se finit au milieu de cascades, et par une remontée mécanique.

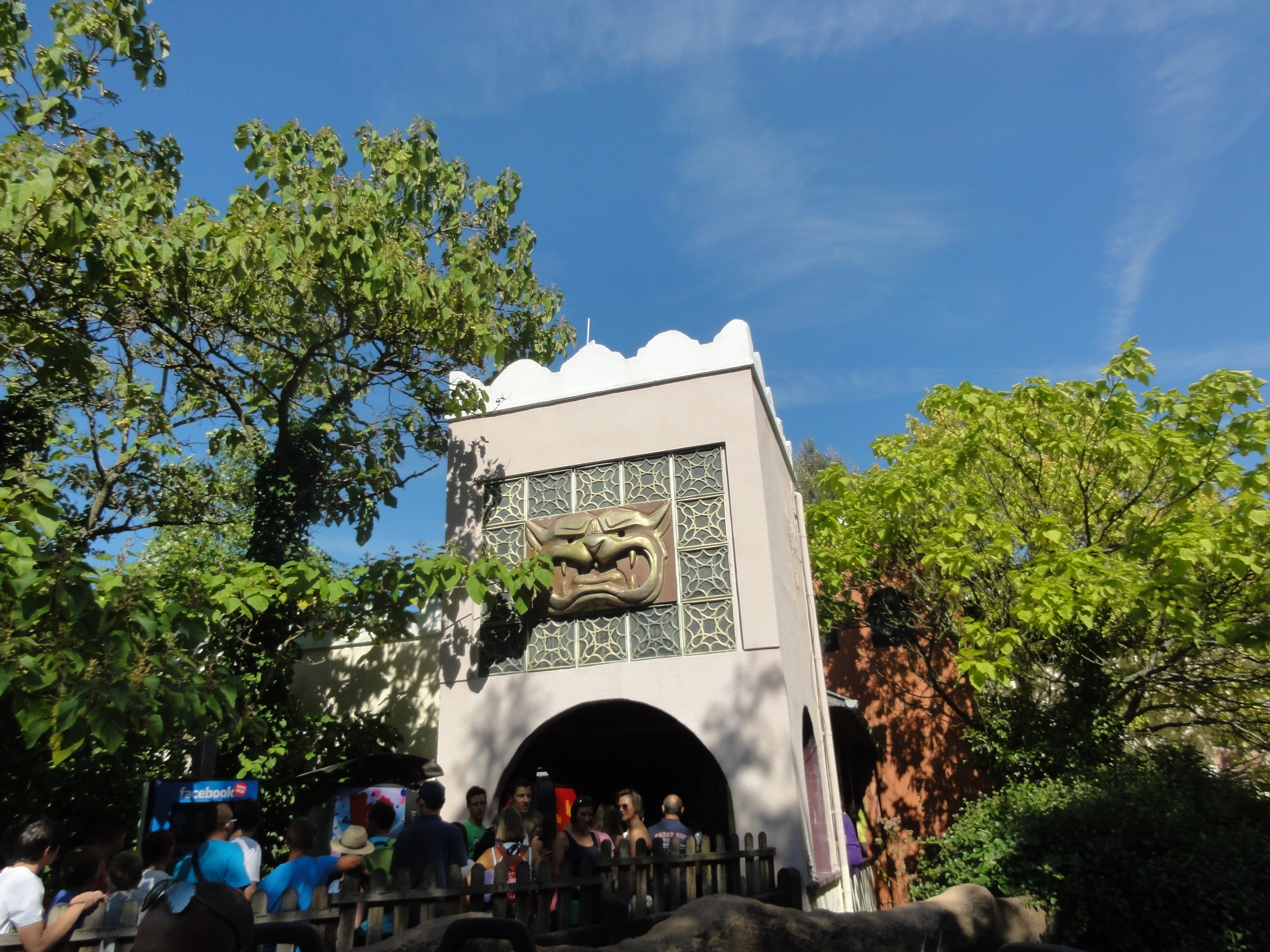
File d'attente de l'attraction
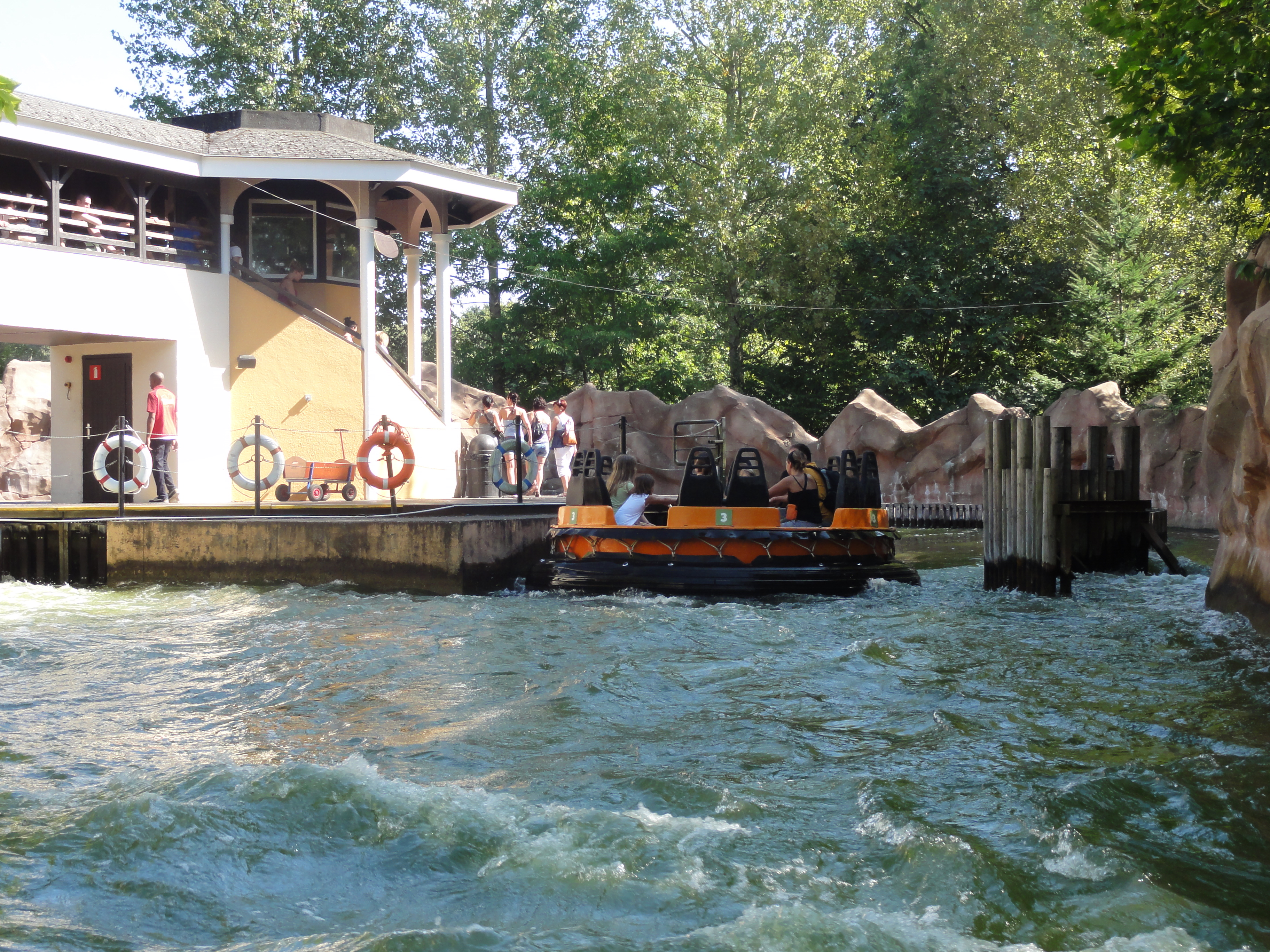
Plateforme tournante d'embarquement / débarquement
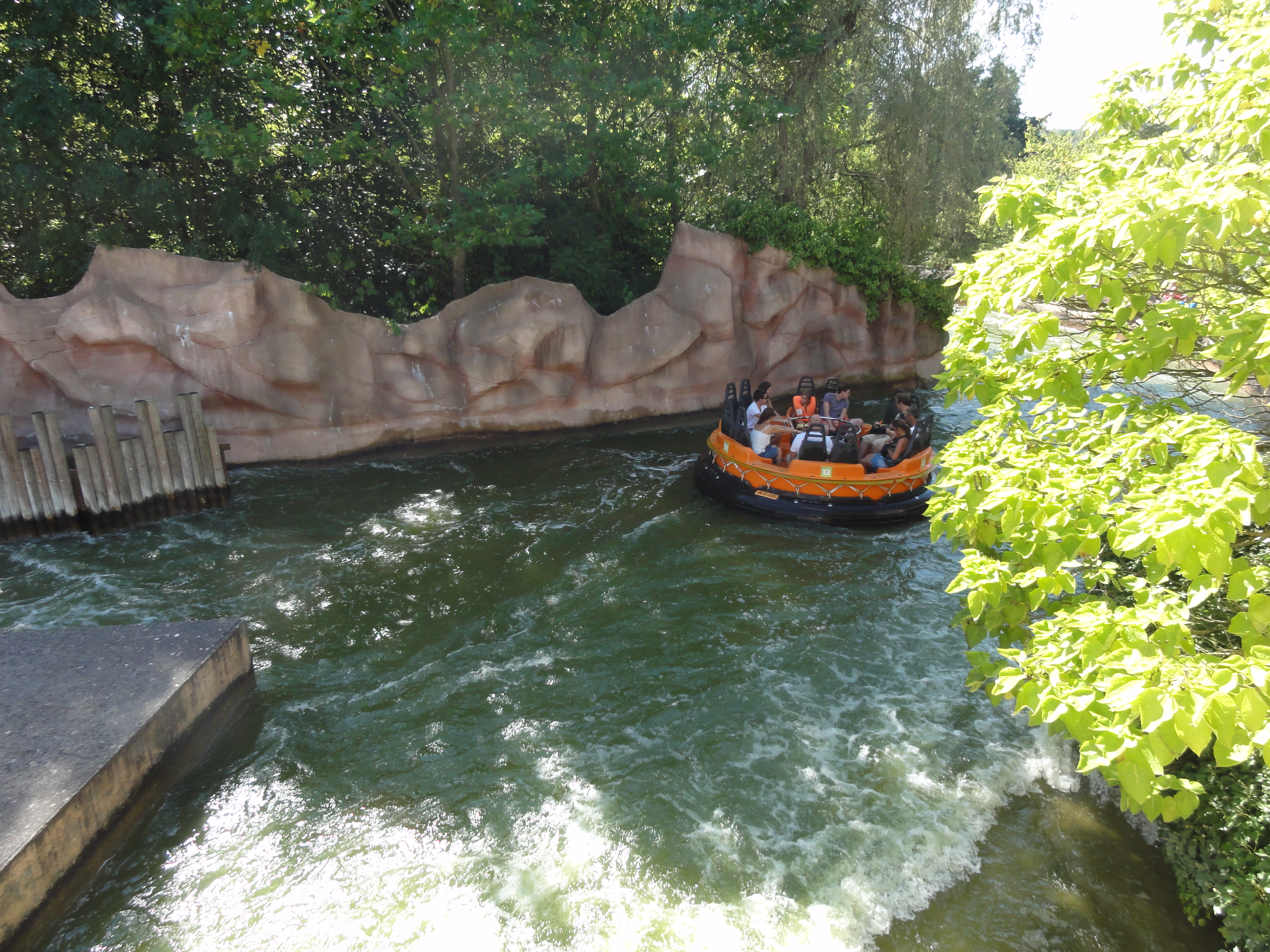
Bouée sur le parcours
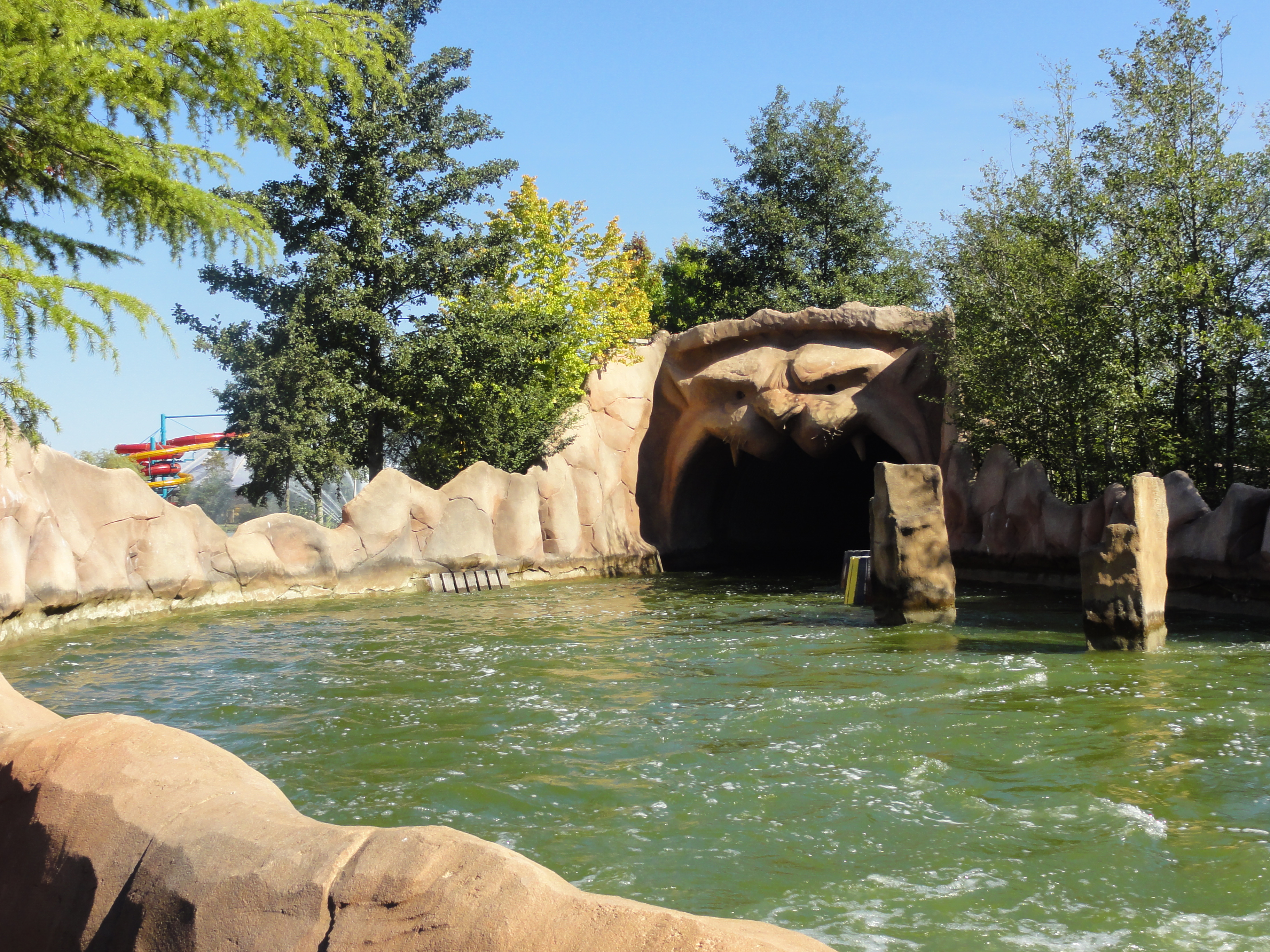
Entrée du passage intérieur
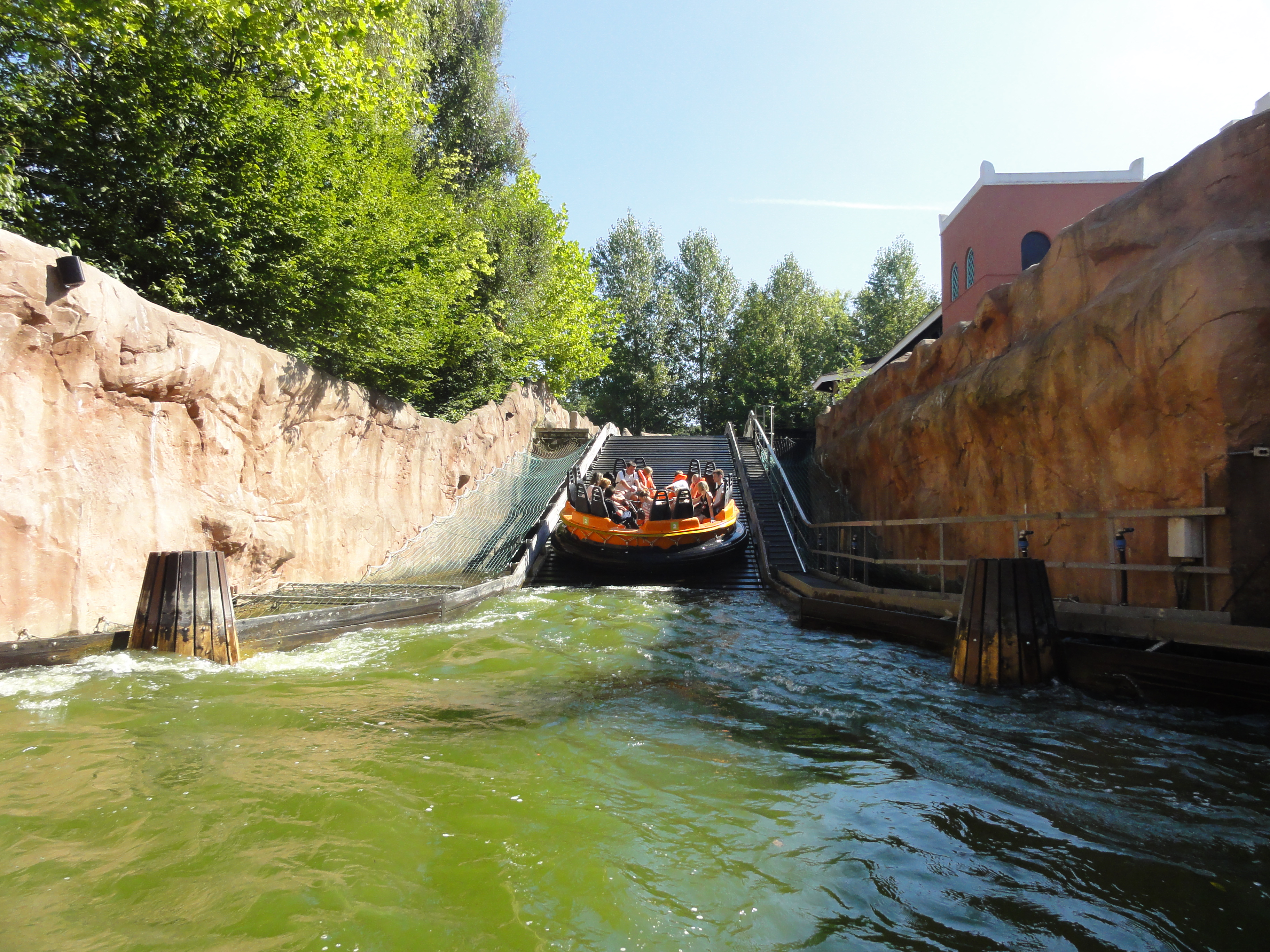
Remontée finale